# Edward, vévoda z Edinburghu
Princ Edward, vévoda z Edinburghu (Edward Antony Richard Louis; * 10. března 1964 Buckinghamský palác, Londýn), je britský královský princ a člen královské rodiny. Je nejmladším dítětem královny Alžběty II. a jejího manžela prince Philipa, vévody z Edinburghu, a bratrem krále Karla III. V době svého narození byl třetí v pořadí následnictví britského trůnu, v současnosti je čtrnáctý (2023).

## Životopis

### Mládí a studium

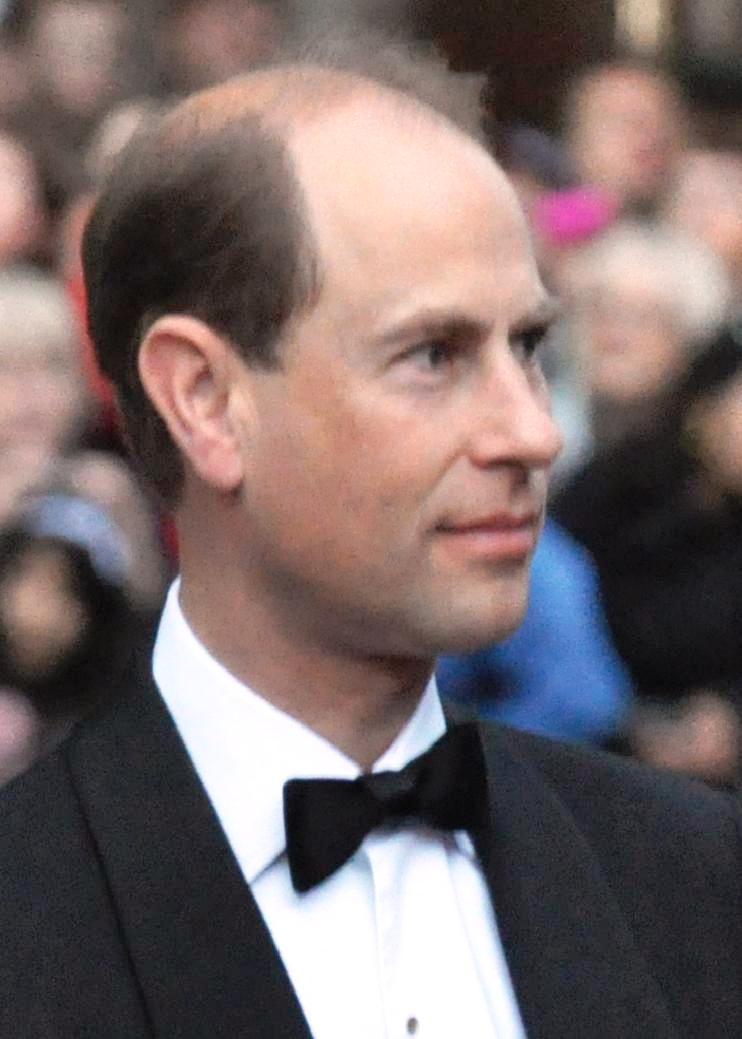
Princ Edward na svatbě ve švédské královské rodině (Stockholm, 2010)

Narodil se 10. března 1964 v Buckinghamském paláci vládnoucí královně Alžbětě II. a jejímu manželovi princi Philipovi jako třetí syn a nejmladší dítě. Byl pokřtěn 2. května 1964 v soukromé kapli zámku Windsor tehdejším windsorským děkanem Robinem Woodsem. Jeho kmotry byli: princ Richard, vévoda z Gloucesteru (bratranec královny); Katharine, vévodkyně z Kentu (zastoupená princeznou Marinou, vévodkyní z Kentu, její nevlastní matkou); řecká a dánská princezna Sophie (Edwardova teta), Louis, princ hesenský a rýnský; a Antony Armstrong-Jones, 1. hrabě Snowdon, manžel královniny sestry, princezny Margaret, hraběnky Snowdon.
Jako jeho starším sourozencům, tak i princi Edwardovi jako malému dítěti byla zprvu přidělena vychovatelka, která se o něho starala a byla zodpovědná za jeho vzdělávání přímo v Buckinghamském paláci. Ve věku sedmi let začal Princ Edward navštěvovat školu Collingham College, Kensington (tehdy známou pod jménem Gibbs School) a poté od září roku 1971 navštěvoval Heatherdown School blízko Ascotu v hrabství Berkshire. Po skončení povinné školní docházky se Edward přestěhoval do Gordonstounu v severním Skotsku, kde pokračoval ve studiu. Na zakončení tohoto středoškolského studia obdržel při britské maturitě (A-level) jednou známku C a dvakrát známku D. Posléze počínaje zářím 1982 strávil jeden rok jako učitel na Wanganui Collegiate School na Novém Zélandu.
Po návratu do vlasti se zapsal na Univerzitě v Cambridge, kde studoval dějiny a získal v roce 1986 titul bakaláře. Jeho přijetí na prestižní Jesus College se setkalo s jistým údivem, neboť jeho známky při maturitě byly horší než ke studiu v Cambridgi normálně požadované. Univerzitní titul získal jako teprve pátý člen britské královské rodiny.

### Po skončení univerzitního studia

#### Královská námořní pěchota
Krátce po skončení univerzitního studia v roce 1986 vstoupil princ Edward jako kadet do řad královské námořní pěchoty (Royal Marines), neboť předtím tato složka britských ozbrojených sil přispěla na jeho studium v Cambridgi částkou 12 000 liber pod podmínkou, že princ u ní nastoupí službu. Avšak již v lednu 1987 opustil princ Edward namáhavý výcvik poté, co absolvoval třetinu z plánované doby 12 měsíců. Podle mediálních zpráv byl Princ Philip, vévoda z Edinburghu kvůli tomu nespokojen ale Princ Edward později řekl že jeho otec na něj nevyvíjel tlak aby změnil názor. Buckinghamský palác o jeho rozhodnutí řekl že přišlo po „dlhouhém zvažovaní“ a také že odchádzel s velkou lítostí „ale dospěl k závěru, že si nepřeje, aby služba byla jeho dlouhodobou kariérou.“

#### Divadlo a televize
Krátce po odchodu od námořní pěchoty začal princ Edward pracovat jako asistent v divadelní produkční společnosti, jejímž majitelem byl skladatel muzikálů Andrew Lloyd Webber. Zúčastnil se produkcí muzikálů Fantom opery, Starlight Express a Cats (Kočky). V roce 1993 si princ Edward založil vlastní televizní produkční společnost Ardent Productions pod jménem Edward Windsor která tvořila dokumentární filmy o živote Britské královské rodiny. Dokumenty byly populární ve Spojených státech a dokument o prastrýci Prince Edwarda kterým byl Eduard VIII. se stal celosvětově oblíbeným. Pro nízké výdělky se však Princ Edward rozhodl v roce 2002 ukončit svou práci v Ardent Productions a začal se soustředit na své odpovědnosti u královské rodiny.

### Sňatek a rodina
Dne 6. ledna 1999 oznámil princ Edward svoje zasnoubení se Sophií Rhys-Jones. V červnu téhož roku se konala svatba v kapli sv. Jiří na hradě Windsor. V den sňatku obdržel titul hraběte z Wessexu (Earl of Wessex). Byla tak přerušena královská tradice, kdy děti monarchy dostávají v den svatby titul vévody (duke). Zdůvodněno to bylo tím, že Edward dostane po smrti svého otce titul vévody z Edinburghu.
Princ Edward a princezna Sophie mají společně dvě děti:
- Lady Louise Windsor (* 8. listopadu 2003)
- James, vikomt Severn (* 17. prosince 2007)

## Vývod z předků
|                           |                                                        |  |             |                                                        |  |  |  |  |  |  |  | Kristián IX. Dánský |
|                           |                                                        |  |             |                                                        |  |  |  |  |  |  |  |                     |
|                           | Jiří I. Řecký                                          |  |             |                                                        |  |  |  |  |  |  |  |                     |
|                           |                                                        |  |             |                                                        |  |  |  |  |  |  |  |                     |
|                           |                                                        |  |             | Luisa Hesensko-Kasselská                               |  |  |  |  |  |  |  |                     |
|                           |                                                        |  |             |                                                        |  |  |  |  |  |  |  |                     |
|                           | Ondřej Řecký a Dánský                                  |  |             |                                                        |  |  |  |  |  |  |  |                     |
|                           |                                                        |  |             |                                                        |  |  |  |  |  |  |  |                     |
|                           |                                                        |  |             | Konstantin Nikolajevič Ruský                           |  |  |  |  |  |  |  |                     |
|                           |                                                        |  |             |                                                        |  |  |  |  |  |  |  |                     |
|                           | Olga Konstantinovna Romanovová                         |  |             |                                                        |  |  |  |  |  |  |  |                     |
|                           |                                                        |  |             |                                                        |  |  |  |  |  |  |  |                     |
|                           |                                                        |  |             | Alexandra Sasko-Altenburská                            |  |  |  |  |  |  |  |                     |
|                           |                                                        |  |             |                                                        |  |  |  |  |  |  |  |                     |
|                           | Princ Philip, vévoda z Edinburghu                      |  |             |                                                        |  |  |  |  |  |  |  |                     |
|                           |                                                        |  |             |                                                        |  |  |  |  |  |  |  |                     |
|                           |                                                        |  |             | Alexandr Hesensko-Darmstadtský                         |  |  |  |  |  |  |  |                     |
|                           |                                                        |  |             |                                                        |  |  |  |  |  |  |  |                     |
|                           | Louis Battenberg                                       |  |             |                                                        |  |  |  |  |  |  |  |                     |
|                           |                                                        |  |             |                                                        |  |  |  |  |  |  |  |                     |
|                           |                                                        |  |             | Julie von Hauke                                        |  |  |  |  |  |  |  |                     |
|                           |                                                        |  |             |                                                        |  |  |  |  |  |  |  |                     |
|                           | Alice z Battenbergu                                    |  |             |                                                        |  |  |  |  |  |  |  |                     |
|                           |                                                        |  |             |                                                        |  |  |  |  |  |  |  |                     |
|                           |                                                        |  |             | Ludvík IV. Hesenský                                    |  |  |  |  |  |  |  |                     |
|                           |                                                        |  |             |                                                        |  |  |  |  |  |  |  |                     |
|                           | Viktorie Hesensko-Darmstadtská                         |  |             |                                                        |  |  |  |  |  |  |  |                     |
|                           |                                                        |  |             |                                                        |  |  |  |  |  |  |  |                     |
|                           |                                                        |  |             | Alice Sasko-Koburská                                   |  |  |  |  |  |  |  |                     |
|                           |                                                        |  |             |                                                        |  |  |  |  |  |  |  |                     |
| 'Edward, hrabě z Wessexu' |                                                        |  |             |                                                        |  |  |  |  |  |  |  |                     |
|                           |                                                        |  |             |                                                        |  |  |  |  |  |  |  |                     |
|                           |                                                        |  | Eduard VII. |                                                        |  |  |  |  |  |  |  |                     |
|                           |                                                        |  |             |                                                        |  |  |  |  |  |  |  |                     |
|                           | Jiří V.                                                |  |             |                                                        |  |  |  |  |  |  |  |                     |
|                           |                                                        |  |             |                                                        |  |  |  |  |  |  |  |                     |
|                           |                                                        |  |             | Alexandra Dánská                                       |  |  |  |  |  |  |  |                     |
|                           |                                                        |  |             |                                                        |  |  |  |  |  |  |  |                     |
|                           | Jiří VI.                                               |  |             |                                                        |  |  |  |  |  |  |  |                     |
|                           |                                                        |  |             |                                                        |  |  |  |  |  |  |  |                     |
|                           |                                                        |  |             | František z Tecku                                      |  |  |  |  |  |  |  |                     |
|                           |                                                        |  |             |                                                        |  |  |  |  |  |  |  |                     |
|                           | Marie z Tecku                                          |  |             |                                                        |  |  |  |  |  |  |  |                     |
|                           |                                                        |  |             |                                                        |  |  |  |  |  |  |  |                     |
|                           |                                                        |  |             | Marie Adelaida z Cambridge                             |  |  |  |  |  |  |  |                     |
|                           |                                                        |  |             |                                                        |  |  |  |  |  |  |  |                     |
|                           | Alžběta II.                                            |  |             |                                                        |  |  |  |  |  |  |  |                     |
|                           |                                                        |  |             |                                                        |  |  |  |  |  |  |  |                     |
|                           |                                                        |  |             | Claude Bowes-Lyon, 13. hrabě ze Strathmore a Kinghorne |  |  |  |  |  |  |  |                     |
|                           |                                                        |  |             |                                                        |  |  |  |  |  |  |  |                     |
|                           | Claude Bowes-Lyon, 14. hrabě ze Strathmore a Kinghorne |  |             |                                                        |  |  |  |  |  |  |  |                     |
|                           |                                                        |  |             |                                                        |  |  |  |  |  |  |  |                     |
|                           |                                                        |  |             | Frances Bowes-Lyonová                                  |  |  |  |  |  |  |  |                     |
|                           |                                                        |  |             |                                                        |  |  |  |  |  |  |  |                     |
|                           | Elizabeth Bowes-Lyon                                   |  |             |                                                        |  |  |  |  |  |  |  |                     |
|                           |                                                        |  |             |                                                        |  |  |  |  |  |  |  |                     |
|                           |                                                        |  |             | Charles Cavendish-Bentinck                             |  |  |  |  |  |  |  |                     |
|                           |                                                        |  |             |                                                        |  |  |  |  |  |  |  |                     |
|                           | Cecilia Cavendish-Bentincková                          |  |             |                                                        |  |  |  |  |  |  |  |                     |
|                           |                                                        |  |             |                                                        |  |  |  |  |  |  |  |                     |
|                           |                                                        |  |             | Louisa Cavendish-Bentincková                           |  |  |  |  |  |  |  |                     |
|                           |                                                        |  |             |                                                        |  |  |  |  |  |  |  |                     |